# 성주 이시웅 소장 전적
성주 이시웅 소장 전적(星州 李時雄 所藏 典籍)은 대한민국 경상북도 성주군 성주읍에 있는 조선시대의 전적이다. 2019년 3월 25일 경상북도의 유형문화재 제534호로 지정되었다.

## 개요
문화재로 지정 신청된 전적은 『薛文淸公讀書錄』(1冊), 『朱子書節要』(10冊), 『楚辭後語』(1冊), 『心經附註』(2冊), 『柳文抄』(2冊) 등 5종 16책으로 모두 간행본이다.
이 가운데 『薛文淸公讀書錄』은 1574년(선조 7)에 천곡서원에서 간행한 희귀본으로 문헌적 가치가 있다. 『朱子書節要』는 1575년(선조 8)에 천곡서원에서 간행하였는데 완질이며 보존상태 또한 양호하므로 가치가 있다. 『楚辭後語』는 1454년(단종2)에 간행한 경자자본의 복각본으로 희귀본이며 보존상태가 양호하여 서지학적 가치가 있다. 따라서 이상의 3종 12책을 유형문화재로 지정한다. 하지만 『心經附註』와 『柳文抄』는 조선후기의 판본으로서 내용적, 서지적 특징이 없으므로 문화재로 지정하기에는 미흡하다.

## 지정 내역
| 번호  | 명칭                                          | 재료 | 구조·형식·형태 | 규격              | 수량 | 기타특징                                   |
| ----- | --------------------------------------------- | ---- | -------------- | ----------------- | ---- | ------------------------------------------ |
| 534호 | 성주 이시웅 소장 전적 (星州 李時雄 所藏 典籍) | 12冊 | 12冊           | 12冊              | 12冊 | 12冊                                       |
| -1)   | 薛文淸公讀書錄                                | 종이 | 목판본         | - 31,3㎝ × 20.8㎝ | 1책  | - 刊記 : 萬曆甲戌(1574)春 川谷書 院刊      |
| -2)   | 朱子書節要                                    | 종이 | 목판본         | - 31.2㎝ × 20.8㎝ | 10책 | - 刊記 : 萬曆乙亥(1575)季夏 重刊于川谷書院 |
| -3)   | 楚辭後語                                      | 종이 | 목판본         | - 27.3㎝ × 18.8㎝ | 1책  | - 刊記 : 甲戌(1454)正月日 密陽府 開刊      |

## 참고 문헌
- 성주 이시웅 소장 전적 - 국가유산청 국가유산포털